# Walkin' Back to Happiness
Walkin' Back to Happiness är en poplåt av Helen Shapiro, utgiven 1961. Den är komponerad av John Schroeder och Mike Hawker. De båda kom att tilldelas Ivor Novello Awards för låten.
Den toppade den brittiska singellistan, men i USA blev topplaceringen på Billboardlistan plats 100, och ingen mer av hennes singlar gick in på USA-listan.
I Sverige blev låten åter en hit tidigt 1970 i en version av Suzie.

## Listplaceringar
| Lista (1961-1962) | Position                |
| ----------------- | ----------------------- |
| Nederländerna     | 3                       |
| Norge             | 3 (VG-lista)            |
| Nya Zeeland       | 1 (Lever Hit Parade)    |
| Storbritannien    | 1 (UK Singles Chart)    |
| Sverige           | 11 (Radio Nord Topp 20) |
| Sverige           | 6 (Tio i topp)          |
| USA               | 100 (Billboard Hot 100) |
| Västtyskland      | 30                      |